# Ibrahim Helmi Abdel-Rahman

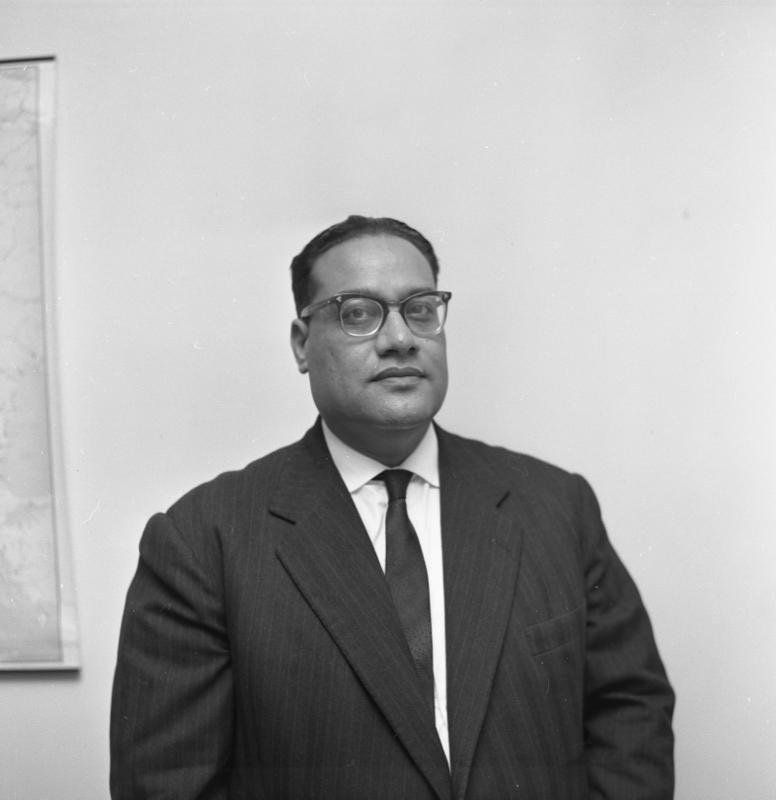
Ibrahim Helmi Abdel-Rahman (1960)

Ibrahim Helmi Abdel-Rahman (arabisch إبراهيم حلمي عبد الرحمن, DMG Ibrāhīm Ḥilmī ʿAbd ar-Raḥmān; geb. 5. Januar 1919 im Gouvernement asch-Scharqiyya; gest. 1998) war ein ägyptischer Astrophysiker, Wissenschaftsfunktionär und der erste Exekutivdirektor der Organisation der Vereinten Nationen für industrielle Entwicklung (UNIDO).

## Leben und Wirken
Abdel-Rahman graduierte 1938 an der Universität Kairo und studierte anschließend in London und Edinburgh. An der University of Edinburgh promovierte er 1941 in Astrophysik. 1942 kehrte er an die Universität Kairo zurück, anfänglich zur Aufnahme einer Dozententätigkeit, im Anschluss war er bis 1954 Assistenzprofessor für Astronomie und Astrophysik.
In diesem Jahr wurde Abdel-Rahman als Generalsekretär des ägyptischen Ministerrats eingesetzt; dieses Amt hatte er bis 1958 inne. Er wirkte zudem in verschiedenen Führungspositionen wissenschaftlicher Gremien und Institutionen. So war er von 1954 bis 1959 Direktor der ägyptischen Atomenergiekommission, von 1956 bis 1958 Generalsekretär des Nationalen Wissenschaftsrates und von 1957 bis 1960 Mitglied der Nationalen Planungskommission. Die Direktion des Instituts für Nationale Planung hatte Abdel-Rahman von 1960 bis 1963 inne. Des Weiteren war er 1960 Unterstaatssekretär für nationale Planung.
Nachdem er bereits 1947 an der Einrichtung des UNESCO-Büros für wissenschaftliche Zusammenarbeit im Nahen Osten (heute: UNESCO Regional Bureau for Sciences in the Arab States) beteiligt gewesen war, begann Abdel-Rahman 1963 seine Beschäftigung bei den Vereinten Nationen. Als Untersekretär in der Rangordnung direkt unter dem Generalsekretär war er von 1963 bis 1966 Beauftragter für industrielle Entwicklung. Nachdem im zweiten Ausschuss der UN-Vollversammlung mehrere Delegierte Abdel-Rahman dem Generalsekretär für das Amt vorgeschlagen hatten, war er vom 1. Januar 1966 bis 1974 als Exekutivdirektor der UNIDO, einer UN-Sonderorganisation mit den Ziel, die industrielle Entwicklung in Entwicklungsländern nachhaltig zu fördern, tätig. Danach übte er von 1975 bis 1976 das Amt des ägyptischen Ministers für Planung und Verwaltungsentwicklung aus.
1979 war Abdel-Rahman leitender Berater des Premierministers Mustafa Khalil. Im Jahr 1981 lehrte er als Gastprofessor an der Universität von Wisconsin. Ab 1983 beriet er das ägyptische Ministerium für Bau- und Wohnungswesen.
Abdel-Rahman war verheiratet und hatte eine Tochter.

## Schriften (Auswahl)
- The Institute of National Planning: a general review (= Documents and occasional notes. Nr. 2). Institute of National Planning (INP), Kairo 1960, OCLC 255809454.
- Comprehensive economic planning in the UAR. Konferenzschrift. Wirtschafts- und Sozialrat der Vereinten Nationen, Wirtschaftskommission für Afrika, Addis Abeba September 1962 (uneca.org).
- Pressions futures des populations de développement économique. Hrsg.: Islamische Entwicklungsbank (= Série de conférences d'éminents spécialistes. Band 10). Institut Islamique de Recherche et de Formation, Dschidda 1994, OCLC 217209345.